# Rubamazzetto
Il rubamazzetto o rubamazzo è un gioco di carte, variante semplificata della scopa, molto diffuso in Italia. Giocato con le carte da gioco italiane di 40 carte divise in 4 semi di 10 carte ciascuno. È giocato spesso solo da 2 persone ma si può giocare anche in 3 e in 4.
Vince chi ha più carte nel mazzo alla fine del gioco

## Regole

### Disposizione delle carte
Dopo che le carte sono state mischiate dal mazziere e "smazzate" dal giocatore alla sinistra del mazziere, il mazziere distribuisce 3 carte a ciascun giocatore e infine ne deposita 4 scoperte sul tavolo (come a scopa). Una volta concluso il turno, le carte saranno pescate dal giocatore successivo, procedendo in senso antiorario.

### Gioco
Ogni giocatore nel rispettivo turno può prendere esclusivamente una carta dello stesso valore dal tavolo obbligatoriamente (ad es. se in mano ha un Re di denari da terra (dal tavolo) può prendere solo un altro Re). (È obbligatorio prendere se una carta è la "doppione" sia del mazzo sia del tavolo). Ogni volta che viene effettuata una presa, il giocatore deve tenere scoperta l'ultima carta del proprio mazzo; se l'avversario ne ha una dello stesso valore in mano può "rubare" il suo mazzo (che va tenuto sempre girato).
Se la carta in tavola è la stessa del mazzo dell'avversario si prende quella che si preferisce.
Seconda variante conosciuta:
Se un giocatore ha un asso può rubare o le carte nel tavolo o il mazzo del compagno seguente (chiamato "Asso Piglia Tutto"). Con questa variante nasce il problema dell'ultima mano che domina tutto il resto del gioco: basterebbe aspettare quella mano e chi ha l'asso vince. Si può ovviare a questo problema con l'esclusione della regola per l'ultima mano.

### Punteggio
Dopo l'ultima mano, le carte rimaste sulla tavola vanno sommate a quelle del giocatore che ha fatto l'ultima presa. Lo scopo del gioco è quello di prendere il maggior numero di carte possibili. Il punteggio è dato semplicemente dalla conta delle carte che ogni giocatore ha preso.